# Il burbero
Il burbero è un film del 1986, diretto da Castellano e Pipolo.
È l'ultima collaborazione di Adriano Celentano con i due registi.

## Trama
1986. Mary Cimino, un'avvenente cameriera italoamericana che lavora a New York, riceve una telefonata da Firenze dal neomarito Giulio Machiavelli, che la invita a raggiungerlo poiché è diventato molto ricco in seguito a un grosso affare.
La giovane vuole partire subito, ma ha problemi con l'aereo, poiché non ci sono più posti. Ma tanto insiste che riesce a farsi cedere un posto da un burbero e misogino avvocato fiorentino, Tito Torrisi, il quale per questioni di comodità e per non avere accanto vicini petulanti, acquista sempre due biglietti vicini. Mary raggiunge così Firenze, ma suo marito non è lì ad attenderla.
Arrivata in hotel, Mary viene aggredita da un ex complice del marito, ma viene salvata da un inconsapevole Tito, arrivato per riprendere la valigia, erroneamente scambiata in aeroporto con quella di Mary. A quel punto Tito e Mary escono in strada per incontrare il marito, il quale però, accortosi di essere seguito dai tre ex complici, fa finta di non riconoscere la moglie e prova a scappare. Venendo raggiunto preferisce ingoiare una pillola togliendosi la vita. Mary viene avvertita del fatto dallo stesso Torrisi, che si vede quindi, suo malgrado, costretto ad aiutarla.
Tito scopre che Giulio aveva compiuto una rapina con tre complici, che poi aveva tradito scappando col bottino di 15 miliardi di lire. Gli ex compari quindi vogliono ritrovarlo per fargliela pagare, e cercare di sapere qualcosa sulla refurtiva dalla moglie: la donna però non sa nulla.
Mary riceve una raccomandata con una mappa con strani disegni. Seguiti, vengono catturati dai tre banditi, riuscendo a sfuggire mettendoli su una falsa pista. Inizia così la ricerca del tesoro con i tre malviventi alle calcagna, fino a che Tito riesce a decifrare l'enigma, scoprendo che la mappa era stata elaborata da Giulio per liberarsi dei complici. Il punto di arrivo è una sala di Palazzo Tolomei, a Siena, nella quale si cela un'antica prigione, all'interno della quale Tito riesce a rinchiudere i tre malviventi.
Rientrati nello studio, Tito scopre che dietro la mappa del tesoro si nasconde il vero e proprio tesoro, un quadro antico di inestimabile valore (a questo punto c'è un'inesattezza perché Tito dichiara a Mary che si tratta di un quadro del XIV secolo mentre si tratta della Madonna del Cardellino di Raffaello Sanzio, dipinto nel XVI secolo).
Arriva dunque Giulio, scampato alla morte con un siero antiveleno datogli da una persona in accordo con lui, cioè il custode del cimitero, con l'intenzione di riprendere il dipinto, e propone alla moglie di andarsene con lui con i soldi ricavati dalla vendita del quadro. Mary però ormai ama Tito.
I due uomini si affrontano in uno scontro su un treno, nel quale Giulio ha la peggio e muore. Tito e Mary possono ora finalmente amarsi senza problemi: l'uomo sapeva tutto fin dall'inizio ed era stato incaricato di ritrovare ladri e bottino. Con la ricompensa dell'assicurazione, i due partono insieme per New York.

## Doppiaggio
La direttrice del doppiaggio è Vittoria De Masi per la Società Attori Sincronizzatori (S.A.S.).

## Colonna sonora
La colonna sonora è firmata da Detto Mariano.